# ۹۴۷ (قمری)
۹۴۷ (قمری)، نهصد و چهل و هفتمین سال در گاهشماری هجری قمری است. اول محرم این سال برابر با هجدهم مه سال ۱۵۴۰ میلادی است.